# 小野真一
小野 真一（おの しんいち、1964年4月17日 - ）は、日本の俳優、演出家。東京都板橋区出身。法政大学中退。A型。身長163cm。

## 略歴
- 1983年 劇団スーパー・エキセントリック・シアター入団
- 1993年 退団
- 1993年 小野プロデュース設立

現在まで小劇場を中心に30演目以上公演。作品は全てコメディー。池袋演劇祭にて第6回優秀賞。第7回特別賞を受賞。
- 地球ゴージャス

旗揚げから、ほぼ全公演に出演および演出助手。アクション振り付けも多数。
- ヘロヘロQカムパニー（声優関智一主宰）

旗揚げから現在まであらゆる作品で作・演出・振付・脚本補などで参加。
- その他、アクション振り付け、振り付け等

- 文化放送A&Gアカデミー[3]、東京ステップスアーツ[4]、東京芸能学園高等部[5]にて演技の講師を務める。

## 舞台
- ヘロヘロQカンパニー「無限の住人」（2016年、全労済ホール／スペース・ゼロ） - 脚本協力[6]
- おそ松さん on STAGE 〜SIX MEN’S SHOW TIME〜（2016年、Zeppブルーシアター六本木 / 梅田芸術劇場 シアター・ドラマシティ） - 脚本・演出[7]
- おそ松さん on STAGE 〜SIX MEN’S SHOW TIME 2〜（2018年、梅田芸術劇場 メインホール / TOKYO DOME CITY HALL） - 脚本・演出[8]
- 戦刻ナイトブラッド（2018年8月、銀河劇場） - 演出[9]
- ヘロヘロQカンパニー「電波ヒーロー」（2018年9月） - 脚色・演出・振付
- 喜劇おそ松さん（2018年11月、日本青年館 / 京都劇場） - 脚色・演出[10]
- ななくみ旗揚げ公演「レディレイディ～ななチャンネルの一日」 - 脚本・演出・振付

## テーマパーク・イベント
- ロッテ･ビックリマンチョコ 4大ドームツアーステージ - 構成・演出・出演
- パナソニック/D-snap 渋谷ジャック - 構成・演出・振付
- サザンオールスターズ 真夏の秘宝館 - イベントプラン・キャスト演出・派遣
- お台場冒険王/湾岸TV～世にも恐怖の見学ツアー - キャスト演出・派遣
- 文化放送の日スペシャルシアター「キャラメルポリス」（九段会館） - 演出
- シュウレイ スーパーイリュージョン（ロイヤル・パーク・ホテル） - 脚本・演出
- ナンジャタウン
- Jworld東京
- 羽田国際線ターミナル「羽田江戸祭り」
- ドコドコ
- 池袋シネマチ祭り